# Cordillère de la Ramada
La cordillère de la Ramada (en espagnol : cordillera de la Ramada) ou cordón de la Ramada, est une chaîne de montagnes située dans la province de San Juan en Argentine, à la frontière avec le Chili. Elle fait partie de la cordillère des Andes. Son point culminant est le Mercedario (6 720 m).

## Géographie
La chaîne est visible depuis l'Aconcagua (6 962 m), le point culminant du continent américain, qui se trouve à 100 km au sud du Mercedario.
Grâce à la couverture nuageuse lourde, de grands glaciers se sont formés sur les pentes basses de certains sommets ; ils descendent jusqu'à une altitude de 4 000 m. La Mesa (6 200 m), en particulier, possède d'importants glaciers et est peu fréquenté.

### Principaux sommets

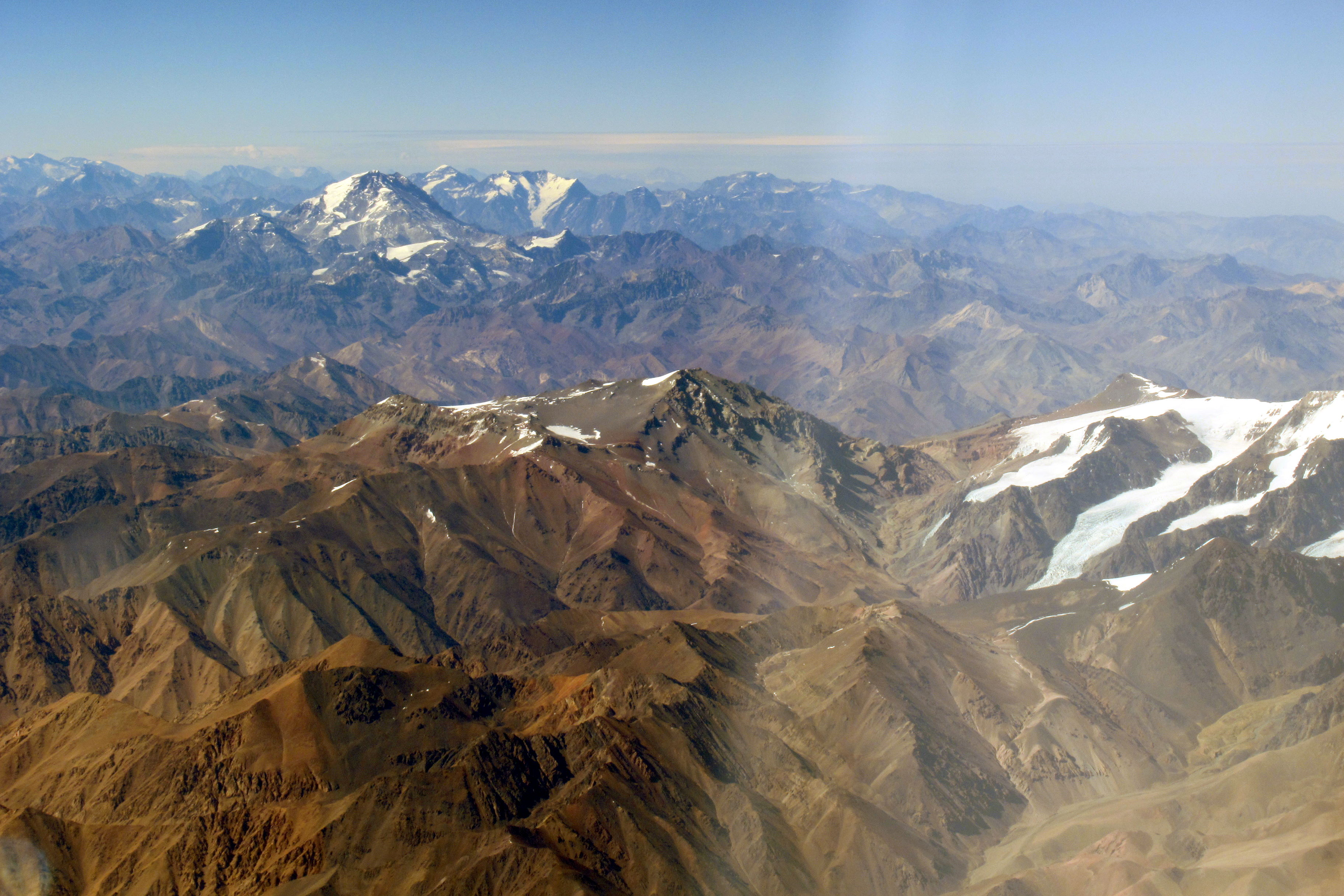
Cerro Ramada au centre de l'image, à côté de la vallée de l'Arroyo de la Ramada ; à droite, le cerro Alma Negra et le cerro Mesa ; en bas, d'autres sommets de 5000 mètres avec le cerro Wanda ; à l'horizon, l'Aconcagua.

- Mercedario, 6 720 m, 9e plus haut sommet de la cordillère des Andes, connu au Chili sous le nom d'El Ligua[3]
- Ramada Norte, 6 500 m
- Cerro del Nacimiento, 6 493 m[4]
- Alma Negra, 6 290 m[5]
- Cerro Ramada,  Argentine et Chili, 6 200 m[6]
- La Mesa, 6 200 m
- Pico Polaco, 6 001 m[5]

### Climat
Les températures peuvent être extrêmes en été et en hiver, mais le climat est stable en automne et au printemps. La meilleure époque de l'année pour escalader la cordillère est de mi-décembre jusqu'à fin février.

### Faune

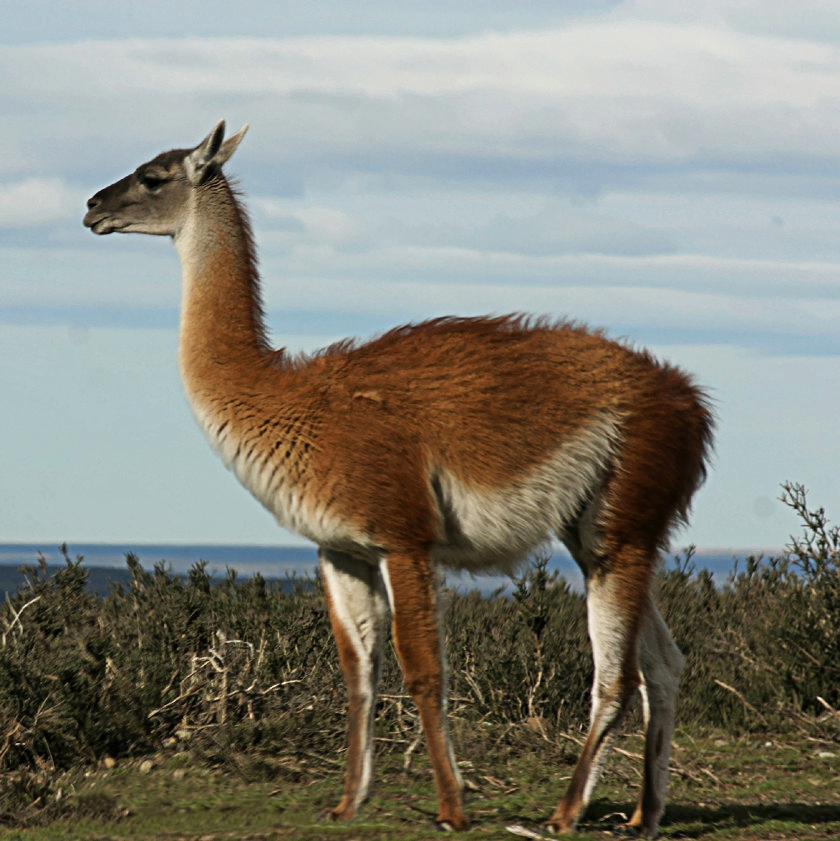
Le guanaco, qui vit en liberté dans la région.

La faune locale est composée de condors, de rheas, de guanacos et de vigognes.

## Histoire
Les premières ascensions de plusieurs sommets de la cordillère sont réalisées en 1934 par une expédition polonaise financée par la Société Tatra et conduite par Konstanty Jodko-Narkiewicz (en), qui est accompagné de S. W. Daszynski, J. K. Dorawski, A. Karpinski, S. Osiecki, and W. Ostrowski.  Ils escaladent le Mercedario, l'Alma Negra, le Pico Polaco, La Mesa et le Cerro Ramada.

## Activités
Quelques-uns des nombreux alpinistes qui font l'ascension de l'Aconcagua se reportent sur la cordillère de la Ramada[pas clair], bien que la zone soit moins facile d'accès. De longues traverses faîtières sont nécessaires pour grimper.
Dans l'arrière pays, d'importantes industries minières extraient du calcaire, dolomie, bentonite, marbre, agrégats, calcite et feldspath, ainsi que de l'argent et de l'or[réf. nécessaire]. Les paléontologues ont trouvé dans la cordillère des fossiles de dinosaures, parmi lesquels Herrerasaurus et Eoraptor lunensis.